# 宪法重大信条十九条
《宪法重大信条十九条》，简称《十九信条》，是清朝宣統三年九月十三日（1911年11月3日）辛亥革命时期由清廷公布憲制性文獻。
1911年10月10日武昌发生新军武装起义。10月29日，距离北京260公里处的滦州发生新军第二十镇兵谏。统制张绍曾扣留运发南方的军火，并与第三十九协协统伍祥祯、四十协协统潘榘楹、第二混成协协统蓝天蔚、第三镇第五协协统卢永祥等联名通电，提出《十二条政纲》。同日，山西太原发生新军起义，宣布山西独立。
滦州兵谏与山西独立，近在咫尺，危机临头。为挽救时局，清政府不得不作出很大的让步，3天之内仓促制定《十九信条》，并在宗庙宣誓。《十九信条》以法律条文限制了清帝权利，皇帝成为统而不治的象徵元首，奠定了议会和总理大臣的政治实权，是中国近代第一部反映出西方民主精神的宪制性文件，但清廷立宪缓慢拖沓，直至革命爆发才制定《十九信条》，时止于此已然民心尽失，因此清廷的命运没有因为《十九信条》的公布而逆转。

## 內容
1911年11月3日（宣統三年九月十三日）頒發，刊「內閣官報」宣統3年9月13日第73號第146至147頁
- 第一條 大清帝國皇統萬世不易

- 第二條 皇帝神聖不可侵犯

- 第三條 皇帝之權，以憲法所規定者為限

- 第四條 皇位繼承順序，於憲法規定之

- 第五條 憲法由資政院起草議決，由皇帝頒佈之

- 第六條 憲法改正提案權屬於國會

- 第七條 上院議員，由國民于有法定特別資格者公選之

- 第八條 總理大臣由國會公舉，皇帝任命。其他國務大臣，由總理大臣推舉，皇帝任命。皇族不得為總理大臣及其它國務大臣並各省行政長官

- 第九條 總理大臣受國會彈劾時，非國會解散，即內閣辭職。但一次內閣不得為兩次國會之解散

- 第十條 海陸軍直接皇帝統率。但對內使用時，應依國會議決之特別條件，此外不得調遣

- 第十一條 不得以命令代法律，除緊急命令，應特定條件外，以執行法律及法律所委任者為限

- 第十二條 國際條約，非經國會議決，不得締結。但媾和宣戰，不在國會開會期中者，由國會追認

- 第十三條 官制官規，以法律定之

- 第十四條 本年度預算，未經國會議決者，不得照前年度預算開支。由預算案內，不得有既定之歲出；預算案外，不得為非常財政之處分

- 第十五條 皇室經費之制定及增減，由國會議決

- 第十六條 皇室大典不得與憲法相抵觸

- 第十七條 國務裁判機關，由兩院組織之

- 第十八條 國會議決事項，由皇帝頒佈之

- 第十九條 以上第八、第九、第十、第十二、第十三、第十四、第十五、第十八各條，國會未開以前，資政院適用之。